# Бэровские бугры
Бэровские бугры (англ. Baer knolls) — параллельные, песчаные и супесчаные гряды широтного направления в Прикаспийской низменности правильной и однообразной формы, имеющие направление с востока на запад между устьями Кумы и Эмбы. Впервые описаны в 1866 году академиком К. М. Бэром. Наиболее четко выражены к западу и востоку от дельты Волги.

## Геолого-географические условия
Высота бугров колеблется от 6—8 до 20—22 м, редко до 45 метров, длина от нескольких сот метров до 7—8 км, ширина 200—300 м. Профиль бугров асимметричный: южный склон более пологий. Межбугровые понижения достигают 400—500 м, заняты ильменями, заливами моря, пресными и солеными озерами. Бэровские бугры сложены песками и мелкой скатанной крошкой плотных коричневых глин и уплотнены глинистыми веществами. В волжской дельте бугры нигде не образуют сплошных рядов, а встречаются или группами, или в одиночку; острова в южной части дельты и на взморье состоят обыкновенно из этих бугров.
Состав бэровских бугров: буро-жёлтая глина обыкновенно со значительной примесью песка и небольшой — извести от разрушенных раковин принадлежащих к видам: Cardium trigonoides, Dreissena polymorpha, D. rostiformis, D. caspia и Paludina achatina; иногда бугры состоят из одного только песка, причем поверхность их чрезвычайно плотна. Верхняя часть бэровских бугров представлена континентальными верхнехвалынскими отложениями, залегающими на верхнехвалынских морских отложениях и нижнехвалынских шоколадных глинах.
К бэровским буграм приурочены зональные автоморфные бурые полупустынные почвы.
Геологическое строение бугров разными авторами описывается по-разному, вопрос об их происхождении не разрешен. Выделяют семь основных гипотез:
- Гипотеза, созданная Бэром, которая объясняет их образование на дне моря катастрофическим спадом вод Каспия.
- Гипотеза древних береговых валов.
- Тектоническая.
- Ледниковая.
- Эрозионная.
- Эоловая.
- Подводно-дельтовая аккумуляция.

По мнению Коржинского, бугры, находящиеся между станицами Сероглазинской и Дурновской, так называемые «Толокняные горы», отличаются по происхождению от Бэровских бугров и представляют собой чисто дюнные образования, сложившиеся под влиянием северо-восточных ветров из песка, выбрасываемого рекой Волгой. Причина создания Бэровских бугров только одна — это дюнные образования, сложившиеся под влиянием ветров, наблюдающихся в данном регионе тысячи лет. Если возраст пустыни Сахара приблизительно равняется 5000 лет, то Бэровские бугры может моложе чуть-чуть, пусть на тысячу лет. Разница бугров песка в пустыне Сахара и Бэровских бугров в том, что в пустыне Сахара бугры песка не фиксируются (нет условий для этого: сыпучесть песка не позволяет этого), Бэровские бугры веками образовывались в результате ветровой эрозии, при этом климатические условия (относительно частые дожди) позволяли слеживаться пескам вместе со слоями мелкой пыли глины. Растительность на поверхности Бэровских бугров также помогала фиксировать наносную породу. Расположение Бэровских бугров должна совпадать с вековыми векторами направления ветров.

## Значение
Бэровские бугры — уникальные природные образования, описанные в трудах многих ученых (К. М. Бэра, Л. С. Берга, М. В. Карандеевой, Б. А. Федоровича, Г. И. Рычагова и др.), представляющие научную и историческую ценность. Бэровские бугры — неотъемлемая часть ландшафта Прикаспия. По утверждению заведующей кафедрой почвоведения Астраханского государственного университета Анны Федотовой, в области уже уничтожено до 80 % бугров Бэра — уникальных памятников природы.